# Bad Papa
Bad Papa (hangul: 배드파파, RR: Baedeupapa), es un drama surcoreano emitido del 1 de octubre de 2018 hasta el 27 de noviembre de 2018, a través de la MBC TV.

## Historia
La serie sigue las luchas de un padre que elige convertirse en una mala persona para ser un buen padre.
Yoo Ji-cheol es un esposo y padre incompetente, fue un detective que fue suspendido por presuntamente aceptar un soborno. No puede pagar sus gastos de manutención y mucho menos el alquiler.
Además de eso, su hija Yoo Young-son termina metiéndose en problemas. Acorralado por la situación, Ji-cheol toma una peligrosa decisión con tal de conseguir el dinero para el acuerdo. Habiendo sido un campeón de boxeo en el pasado, decide participar en un combate de box ilegal con el objetivo de ganar el premio monetario.
Después de tocar fondo, Ji-cheol decide repuerar el control de su vida a través de las artes marciales mixtas.

## Reparto

#### Personajes principales
| Actor                                 | Personaje       | Nº de episodios | Notas |
| ------------------------------------- | --------------- | --------------- | --- |
| Jang Hyuk                             | Yoo Ji-cheol    | 32              | Ji-cheol solía ser un campeón de boxeo invicto a sus 20 años. Cuando conoció a Choi Sun-joo se enamoró inmediatamente de ella y al tercer día le pidió matrimonio, más tarde la pareja tuvo una hija, Yoo Young-son. Era considerado un héroe nacional, así como un esposo y padre amoroso, sin embargo durante su defensa número 13 contra Lee Min-woo (la cual fue llamada la pelea del siglo), perdió sin poder hacer nada, lo que generó que el mundo entero lo criticara. Luego de ser acusado de amañar la pelea y perder su honor, Ji-cheol pierde todo su dinero, reputación y la tranquilidad. Once años después cuando de repente se le presenta una oportunidad para regresar al ring, la toma. |
| Son Yeo-eun Kim Si-eun                | Choi Sun-joo    | 32              | Es la esposa de Yoo Ji-cheol y madre de Yoo Young-son. Trabaja como novelista erótica y vendedora de sillones de masajes. Conoció a Ji-cheol cuando acababa de graduarse de la escuela secundaria y más tarde la pareja se casa. Siendo la esposa de una gran estrella le permitió vivir una vida lujosa, sin embargo once años después, su esposo a caído en desesperación, por lo que Sun-joo intenta apoyarlo. |
| Shin Eun-soo Kang Ji-woo Shim Hye-yun | Yoo Young-son   | 32              | Es la hija adolescente de Yoo Ji-cheol y Choi Sun-joo. Young-son tuvo una vida feliz como bailarina de ballet en ascenso sin embargo, a los 6 años cuando la reputación de su padre se desploma luego de ser acusado de amañar partidos, su vida cambio. Ahora con 17 años, no estudia, ni baila ni se siente interesada en nada, sin embargo hay una sola cosa que le apasiona en secreto, subir videos a Youtube bajo la identidad "Cat Mask", los cuales son muy populares. |
| Ha Joon                               | Lee Min-woo     | 32              | Es una superestrella del deporte y campeón de la MMA. Actualmente ocupa el puesto número uno en el ranking de peso mediano de la MMA y es muy popular gracias a sus habilidades de lucha. Antes alcanzar la fama, su familia era pobre, por lo que creció con carencias. Ha estado enamorado de Choi Sun-joo, su vecina quien lo ayudó a sonar con convertirse en boxeador, sin embargo ella no siente lo mismo y sólo lo ve como aún amigo. |
| Kim Jae-kyung                         | Det. Cha Ji-woo | 32              | Es una detective de élite de la unidad de investigación regional con una brillante carrera. Fue la compañera y superior de Yoo Ji-cheol cuando él trabajaba como detective. Aunque se unió al equipo de investigación después que Ji-cheol, se convirtió en la mujer más joven en ser promovida a teniente. Aunque varios en la unidad desprecian a Ji-cheol, Ji-woo lo apoya. Después de que Ji-cheol se retira, se encuentra con un caso misterioso. |

#### Personajes secundarios
| Actor                | Personaje         | Nº de episodios | Notas |
| -------------------- | ----------------- | --------------- | --- |
| Lee David Yoo Je-gun | Kim Yong-dae      | -               | Es un maestro de artes marciales de tercera clase y entrenador del círculo de luchas, que es un gran fan de Yoo Ji-cheol desde que era pequeño.                                                                            |
| Jang Eui-soo         | Sang Cheol        | -               | Es un luchador de artes marciales clandestino. |
| Choi Yoon-ra         | Choi Sun-young    | -               | Es la hermana de Choi Sun-joo. |
| Kim Byung-choon      | Park Min-shik     | -               | Es el inspector en jefe de la unidad de investigación policial. Su esposa e hijo viven en un país de habla inglesa por el bien de la educación de su hijo. Aunque siempre se mete en problemas por Yoo Ji-cheol, lo apoya. |
| Lee Eun-saem         | Lee Seul-ki       | -               | Es una estudiante y una de las mejores amigas de Yoo Young-sun. |
| Cho Yi-hyun          | Kim Se-jung       | -               | Es una estudiante y una de las mejores amigas de Yoo Young-sun. |
| Yoon Seo-ah          | Wang Hye-ji       | -               | Es una estudiante y una de las mejores amigas de Yoo Young-sun. |
| Eunbin               | Kim Sang-ah       | -               | Es una estudiante rica que considera a Yoo Young-sun como su rival. |
| Jung Man-sik         | Joo Kook-sung     | -               | Es el promotor de Yoo Ji-cheol dentro de las artes marciales mixtas. |
| Park Ji-bin          | Jung Chan-joong   | -               | Es el explosivo y peligroso joven CEO de la farmacéutica "Shingu", un hombre que disfruta los riesgos y que solo busca sus propios intereses, haciendo cualquier cosa para lograr su objetivo.                             |
| Jung In-gi           | Dr. Cha Seung-ho  | -               | Es un profesor de investigación de la farmacéutica Shingu, así como el padre de Cha Ji-woo. |
| Lee Gyu-ho           | Mr. Park          | -               | Es el guardaespaldas de Jung Chan-joong dentro de la farmacéutica Shingu. |
| Kim Wook             | Det. Lee Hyun-soo | -               | Es un joven detective y colega de la detective Cha Ji-woo. |
| Lee Jun-hyeok        | Kim Pil-doo       | -               | Es el jefe del ring de luchas ilegales dentro de las artes marciales mixtas y hermano mayor de Kim Jong-doo. |
| Yoon Bong-gil        | Park Ji-hoon      | -               | Es el socio de negocios de Lee Min-woo. |
| Joo Jin-mo           | Director Jang     | -               | Es el antiguo promotor de Yoo Ji-cheol y el actual propietario de un pequeño ring de boxeo. |
| Jung Ik-han          | Kim Jong-doo      | -               | Es el hermano menor de Kim Pil-doo. |
| Choi Ki-seob         | -                 | -               | |
| Shin Woo-gyum        | Kim Dae-sung      | -               | Es un investigador y asistente del Instituto de Investigación de Nuevos Medicamentos de la farmacéutica Shingu. Mientras ayuda al médico con la creación de la nueva droga, sufre un accidente.                            |

### Otros personajes
| Actor           | Personaje       | Episodio(s) donde apareció | Notas                                                                             |
| --------------- | --------------- | -------------------------- | --------------------------------------------------------------------------------- |
| Jung Sung-ho    | Hwang Dong-yeon | -                          | Es un comentarista del combate de boxeo.                                          |
| Kim Seung Hyun  | Kim Yoon-soo    | -                          | Es un antiguo amigo de Yoo Ji-cheol, que huye después de engañarlo con su dinero. |
| Hong In         | Yong-woo        | -                          | Es un paciente con un tumor cerebral que participa en el ensayo clínico.          |
| Mi Ram          | Han So-ra       | -                          |                                                                                   |
| Kim Ro-sa       | -               | -                          |                                                                                   |
| Park Pal-young  | -               | -                          |                                                                                   |
| Woo Sang-jun    | -               | -                          |                                                                                   |
| Song Yoo-ha     | -               | -                          |                                                                                   |
| Choi Young      | -               | -                          |                                                                                   |
| Ok Joo-ri       | -               | -                          |                                                                                   |
| Kim Hwan        | -               | -                          |                                                                                   |
| Im Chae-sun     | -               | -                          | Es un prestamista.                                                                |
| Chun Myung-hoon | Chun Myung-hoon | -                          |                                                                                   |
| Baek Eun-kyung  | -               | -                          | Es una colega de Choi Sun-joo en la tienda departamental.                         |
| Jun Eun-mi      | -               | -                          | Es la jefa del restaurante.                                                       |
| Jung Kang-hee   | -               | -                          | Es un fotógrafo.                                                                  |
| Baek In-kwon    | -               | 24                         |                                                                                   |
| Ahn Dong-yeob   | -               | -                          |                                                                                   |
| Henny Savenije  | Freddie         | -                          |                                                                                   |
| Seo Yun-hyuk    | Jang Eun-hyuk   | -                          |                                                                                   |
| Park Yoon-young | -               | -                          | Es una niña que le pide a Yoo Young-son su autógrafo.                             |
| Lee Shi-woo     | Lee Joon-seo    | -                          | Es el hermano menor de Lee Min-woo.                                               |
| Lee Shi-young   | -               | -                          | Es la gerente de la tienda de bolsas.                                             |
| Park Chan-woo   | -               | -                          |                                                                                   |
| Jo Seung-yeon   | -               | -                          | Es una enfermera.                                                                 |
| Jang Joon-ho    | -               | -                          |                                                                                   |
| Yoon To-wang    | -               | -                          |                                                                                   |
| Kim Seung-jun   | -               | -                          |                                                                                   |
| Kang In-gi      | -               | -                          |                                                                                   |

## Episodios
La serie está conformada por treinta y dos episodios, los cuales fueron transmitidos todos los lunes y martes a las 22:00 (KST).
Los episodios 11 y 12 que originalmente serían emitidos el 16 de octubre de 2018, fueron reprogramados y emitidos el martes 15 de octubre del mismo año, debido al juego de béisbol. Posteriormente los episodios 17 y 18 que tenían agendado ser emitidos el 30 de octubre y el 5 de noviembre de 2018, tuvieron que ser reprogramados debido al juego de playoffs de béisbol de la KBO League de Corea entre los "Nexen Heroes" y "SK Wyverns", así como por el juego entre los "SK Wyverns" y los "Doosan Bears", por lo que los episodios del 17-20 fueron transmitidos el 6 de noviembre del mismo año.

### Ratings
Los números en azul indican las puntuaciones más altas, mientras que los números en rojo indican los episodios con menor calificación.
| Episodio | Título                            | Fecha de emisión        | Participación promedio de audiencia | Participación promedio de audiencia |
| Episodio | Título                            | Fecha de emisión        | TNmS                                | AGB Nielsen                         |
| -------- | --------------------------------- | ----------------------- | ----------------------------------- | ----------------------------------- |
| 1        | Badman or Hero                    | 1 de octubre de 2018    | 3.7 %                               | 3.1 % (NR)                          |
| 2        | Badman or Hero                    | 1 de octubre de 2018    | 4.3 %                               | 3.7 % (NR)                          |
| 3        | Family Man                        | 2 de octubre de 2018    | N/A                                 | 3.4 % (NR)                          |
| 4        | Family Man                        | 2 de octubre de 2018    | N/A                                 | 4.0 % (NR)                          |
| 5        | A Number for the Head of a Family | 8 de octubre de 2018    | N/A                                 | 2.4 % (NR)                          |
| 6        | A Number for the Head of a Family | 8 de octubre de 2018    | N/A                                 | 3.5 % (NR)                          |
| 7        | Re Action                         | 9 de octubre de 2018    | 3.6 %                               | 2.8 % (NR)                          |
| 8        | Re Action                         | 9 de octubre de 2018    | 3.5 %                               | 3.2 % (NR)                          |
| 9        | Just Dream                        | 15 de octubre de 2018   | 2.2 %                               | 2.6 % (NR)                          |
| 10       | Just Dream                        | 15 de octubre de 2018   | 2.6 %                               | 2.7 % (NR)                          |
| 11       | Medicine or Poison                | 15 de octubre de 2018   | 2.3 %                               | 3.1 % (NR)                          |
| 12       | Medicine or Poison                | 15 de octubre de 2018   | 2.5 %                               | 3.3 % (NR)                          |
| 13       | Gone Father                       | 22 de octubre de 2018   | N/A                                 | 2.4 % (NR)                          |
| 14       | Gone Father                       | 22 de octubre de 2018   | N/A                                 | 2.7 % (NR)                          |
| 15       | You Who Came Spilling Blood       | 29 de octubre de 2018   | N/A                                 | 1.9 % (NR)                          |
| 16       | You Who Came Spilling Blood       | 29 de octubre de 2018   | N/A                                 | 2.2 % (NR)                          |
| 17       | Arrival                           | 6 de noviembre de 2018  | N/A                                 | 2.8 % (NR)                          |
| 18       | Arrival                           | 6 de noviembre de 2018  | N/A                                 | 2.7 % (NR)                          |
| 19       | Warning                           | 6 de noviembre de 2018  | N/A                                 | 1.8 % (NR)                          |
| 20       | Warning                           | 6 de noviembre de 2018  | N/A                                 | 2.2 % (NR)                          |
| 21       | Necessary Evil                    | 12 de noviembre de 2018 | N/A                                 | 2.0 % (NR)                          |
| 22       | Necessary Evil                    | 12 de noviembre de 2018 | N/A                                 | 2.4 % (NR)                          |
| 23       | Zero-Sum                          | 13 de noviembre de 2018 | N/A                                 | 2.3 % (NR)                          |
| 24       | Zero-Sum                          | 13 de noviembre de 2018 | N/A                                 | 2.9 % (NR)                          |
| 25       | Replay                            | 19 de noviembre de 2018 | N/A                                 | 2.3 % (NR)                          |
| 26       | Replay                            | 19 de noviembre de 2018 | N/A                                 | 2.7 % (NR)                          |
| 27       | Last Dance                        | 20 de noviembre de 2018 | N/A                                 | 2.4 % (NR)                          |
| 28       | Last Dance                        | 20 de noviembre de 2018 | N/A                                 | 2.9 % (NR)                          |
| 29       | Last Girl                         | 26 de noviembre de 2018 | 2.3 %                               | 2.0 % (NR)                          |
| 30       | Last Girl                         | 26 de noviembre de 2018 | 2.6 %                               | 2.3 % (NR)                          |
| 31       | Last Man                          | 27 de noviembre de 2018 | N/A                                 | 3.1 % (NR)                          |
| 32       | Last Man                          | 27 de noviembre de 2018 | N/A                                 | 3.9 % (NR)                          |
| Promedio | Promedio                          | Promedio                | -                                   | 2.74 %                              |

## Música
El OST de la serie está conformado por las siguientes canciones:

### Parte 1
| No. | Intérprete   | Canción                  | Duración |
| --- | ------------ | ------------------------ | -------- |
| 1   | Ha Dong-kyun | "Don't Remember"         | 3:49     |
| 2   | -            | "Don't Remember" (Inst.) | 3:49     |

### Parte 2
| No. | Intérprete | Canción               | Duración |
| --- | ---------- | --------------------- | -------- |
| 1   | Oh Hyuk    | "Golden Goat"         | 3:43     |
| 2   | -          | "Golden Goat" (Inst.) | 3:43     |

### Parte 3
| No. | Intérprete | Canción                         | Duración |
| --- | ---------- | ------------------------------- | -------- |
| 1   | Shin Jae   | "Please Wait For Me" (기다려줘) | 4:23     |
| 2   | -          | "Please Wait For Me" (Inst.)    | 4:23     |

### Parte 4
| No. | Intérprete | Canción                  | Duración |
| --- | ---------- | ------------------------ | -------- |
| 1   | Kim Sin Ui | "Merry Go Round"         | 3:17     |
| 2   | -          | "Merry Go Round" (Inst.) | 3:17     |

### Parte 5
| No. | Intérprete   | Canción           | Duración |
| --- | ------------ | ----------------- | -------- |
| 1   | Kim Bo-kyung | You Are"          | 3:42     |
| 2   | -            | "You Are" (Inst.) | 3:42     |

### Parte 6
| No. | Intérprete      | Canción                            | Duración |
| --- | --------------- | ---------------------------------- | -------- |
| 1   | Damsonegongbang | "Forever With You" (그대와 영원히) | 4:30     |
| 2   | -               | "Forever With You" (Inst.)         | 4:30     |

## Premios y nominaciones
| Año  | Categoría                                                    | Premios              | Nominados                      | Resultado |
| ---- | ------------------------------------------------------------ | -------------------- | ------------------------------ | --------- |
| 2018 | Top Excellence Award, Actor in a Monday-Tuesday Miniseries   | 2018 MBC Drama Award | Jang Hyuk                      | Nominado  |
| 2018 | Top Excellence Award, Actress in a Monday-Tuesday Miniseries | 2018 MBC Drama Award | Son Yeo-eun                    | Nominada  |
| 2018 | Excellence Award, Actor in a Monday-Tuesday Miniseries       | 2018 MBC Drama Award | Ha Joon                        | Nominado  |
| 2018 | Mejor actriz de reparto en serie de lunes y martes           | 2018 MBC Drama Award | Kim Jae-kyung                  | Ganó      |
| 2018 | Mejor actor de reparto en serie de lunes y martes            | 2018 MBC Drama Award | Lee David                      | Nominado  |
| 2018 | Mejor actor de reparto in a Monday-Tuesday Miniseries        | 2018 MBC Drama Award | Park Ji-bin                    | Nominado  |
| 2018 | Mejor actor revelación                                       | 2018 MBC Drama Award | Ha Joon                        | Nominado  |
| 2018 | Vocal King Award                                             | 2018 MBC Drama Award | Jang Hyuk                      | Ganó      |
| 2018 | Mejor actriz infantil                                        | 2018 MBC Drama Award | Shin Eun-soo                   | Ganó      |
| 2018 | Mejor actor                                                  | 31st Grimae Award    | Jang Hyuk                      | Ganó      |
| 2018 | Mejor serie                                                  | 31st Grimae Award    | Kim Hwa-young y Park Chang-soo | Ganaron   |

## Producción
La serie fue creada por Son Hyung-suk.
La dirección estuvo a cargo de Jin Chang-gyu, quien contó con el apoyo del guionista Kim Sung-min (김성민).
Mientras que la producción ejecutiva estuvo a cargo de Kathy Jung-ah Kim y Kwon Yong-han.
La serie también contó con el apoyo de las compañías de producción Hoga Entertainment y Signal Picture.

### Distribución internacional
| Bandera        | Título   | Cadena       | Fecha de emisión     | Notas |
| -------------- | -------- | ------------ | -------------------- | ----- |
| Estados Unidos | Bad Papa | Kocowa       | 2 de octubre de 2018 |       |
| Hong Kong      | Bad Papa | Oh!K TV Asia | 2 de octubre de 2018 |       |
| Japón          | Bad Papa | KNTV         | 5 de marzo de 2019   |       |
| Malasia        | Bad Papa | Oh!K TV Asia | 2 de octubre de 2018 |       |
| Singapur       | Bad Papa | Oh!K TV Asia | 2 de octubre de 2018 |       |
| Taiwán         | Bad Papa | KKTV         | 2 de octubre de 2018 |       |